# Crocidura nigrofusca
Crocidura nigrofusca е вид бозайник от семейство Земеровкови (Soricidae).

## Разпространение
Видът е разпространен в Ангола, Бурунди, Демократична република Конго, Етиопия, Замбия, Кения, Малави, Танзания, Уганда и Южен Судан.